# Велтурно
Велтурно (итал. Velturno) је насеље у Италији у округу Болцано, региону Трентино-Јужни Тирол.
Према процени из 2011. у насељу је живело 1300 становника. Насеље се налази на надморској висини од 838 м.

## Становништво
| 1931. | 1936. | 1951. | 1961. | 1971. | 1981. | 1991. | 2001. | 2011. |
| ----- | ----- | ----- | ----- | ----- | ----- | ----- | ----- | ----- |
| 1.272 | 1.335 | 1.388 | 1.504 | 1.735 | 2.042 | 2.302 | 2.541 | 2.742 |